# Айтос
Айтос (болг. Айтос) — город в Бургасской области Болгарии. Административный центр общины Айтос. Находится примерно в 28 км к северо-западу от центра города Бургас. По данным переписи населения 2011 года, в городе  проживало 20016 человек. 

## Название
Название города происходит от греческого айтос [αιτος] что означает «орёл».

## История
В ходе русско-турецкой войны 1828—1829 гг. Айтос (в то время — Айдос) был взят русскими войсками 13 июля 1829 г. Число русских войск — 5 тысяч человек при 4 орудиях, турецких войск — 9 тысяч человек при 4 орудиях.

## Население
| Год     | 1934 | 1946 | 1956  | 1965  | 1975  | 1985  | 1992  | 2001  | 2011  |
| ------- | ---- | ---- | ----- | ----- | ----- | ----- | ----- | ----- | ----- |
| Жителей | 8680 | 9929 | 13914 | 17766 | 20949 | 23072 | 22401 | 21339 | 20016 |

| Национальность  | Человек | Процент |
| --------------- | ------- | ------- |
| болгары         | 12023   | 68,36 % |
| турки           | 2997    | 17,04 % |
| цыгане          | 2372    | 13,49 % |
| другие          | 50      | 0,28 %  |
| не определились | 145     | 0,82 %  |
| Всего ответов   | 17587   |         |

|  |

## Известные уроженцы
- Кутев, Филип (1903—1982) — болгарский композитор.
- Ивана (род. 1969) — болгарская поп-фолк певица.

## Другое
В городе есть всемирно известная команда по спортивной акробатике. На третьем Чемпионате мира в португальском городе Коимбра в июне 2006 года команда заняла 3-е место после сборных России и Великобритании.
В городе располагается этнографический музейный комплекс Генгер.